# Походження прізвища Ціліцький, Целецький, Цилицький, Целіцький (Cielecki)
Ціліцький, Целецький, Цилицький, Целіцький (рol.Cielecki) — прізвище походить від назви села Цельча, у гміні Яроцин Яроцинського повіту Великопольського воєводства (pol. Cielcza, województwo Wielkopolske, powiat Jarociński).

## Історія
Cielcza - то старе село, яке існувало щонайменше від ХІІІ ст. В стародавніх записах назву села знаходимо як — Cielcza, Cielcze, Czelcze або Cilcz (нім). 
Перше згадування походить з документа ks. Bolesława Pobożnego  1257p. Перші власники були названі Zaremba, які прибули до цих міст ще до Bolesława ІІІ (близько 1100 р. н. е.). Вважається, що родина Zaremowie і герб Zaremba мають іноземне походження.
Герб з'явився на теренах Речі Посполитої за часів династії П'ястів. Дослідники припускають, що він прийшов з Чехії або Німеччини (тогочасних теренів Священної Римської імперії).
Ян Длугош називає герб Заремба одним з найстарших польських шляхетських гербів. Цей герб зображений серед інших шляхетських гербів Речі Посполитої в Гербовнику Золотого Руна.
В книжці  Monografja rodziny Zarembów na Cielczy Cieleckich (napisał K.A.Z.C.) написано: 

```
 «Zaremowie i herb Zaremba mają być pochodzenia obcego.
  Paprocki i Długosz mówią, że Zarembowie przybyli z Niemiec. Okolski stanowczo twierdzi, żę z Czech, gdzie za jego życia były rodziny tego herbu używające. Okolski zaznacza jakoby wśród legjonów Pompejusza jeden legjon miał na swych sztandarach lwa wyskakującego z muru.
  Po pokonaniu Pompejusza przez Cezara i rozbiciu jego wojsk, część jednego legjonu miała się skryć w krainie Markomanów t. j. Czech, skąd mieli przybyć Zarembowie do Lechji, używając za swe godło lwa wyskakującego z muru.
  Niesiecki opiera się na Okolskim. Długosz w swej kronice pisze jakoby Zarembowie przybyli za Bolesława III. Około r. 1100, ale Okolski cytuje Gedeona Zarembę biskupa krakowskiego jeszcze w r. 1008 oraz Janka Zarembę, który przewodził wojskami Bolesława Chrobrego, wreszcie mówi, że za czasów przedhistorycznych jeden z dwunastu wojewodów rządzących Lechją, miał być Zaremba.
  W każdym razie Zarembowie przybyli do Lechji znacznie przed Bolesławem III, niewątpliwie w epoce jeszcze pogańskiej i mogą się zaliczać do prastarych rodów Wielkopolskich na równi z Łodzicami, Nałęczami i Grzymalitami».
```

«Paprocki i Długosz стверджують, що Заремби походять з Німеччини. Окольський впевнено стверджує, що вони походять з Богемії, де ще за його життя були родини, які використовували цей герб. Окольський зазначає, що серед легіонів Pompejusza (Помпея) один легіон мав на своїх знаменах лева, що стрибає зі стіни.
Після поразки Pompejusza (Помпея) від Цезаря і розчленування його армії, частина одного легіону повинна була сховатися в землі Богемії (сучасна Чехія), звідки Заремби повинні були прийти в Лехію (сучасна Польща), використовуючи своєю емблемою лева, що вистрибує зі стіни.
Niesiecki спирається на Окольського. У своїй хроніці Długosz пише, що Заремби прибули за часів правління Болеслава ІІІ. Близько 1100 року, але Окольський цитує Гедеона Зарембу, єпископа Кракова ще 1008 року, і Янека Зарембу, який очолював військо Болеслава Хроброго, і, нарешті, каже, що в доісторичні часи одним з дванадцяти воєвод Лехії був Заремба.
У будь-якому випадку, Заремби прибули до Лехії задовго до Болеслава III, безсумнівно, в язичницьку епоху, і можуть бути зараховані до стародавніх родів Великопольщі».

## Cielecki від назви села— Cielcza
В книжці Monografja rodziny Zarembów na Cielczy Cieleckich (napisał K.A.Z.C.) написано:
```
  «ZAREMBOWIE Z CIELCZY CIELECCY.
  Zarembowie z Cielczy czy z Cielec Cieleccy z magnackiego rodu Zarembów przybierając nazwę Cieleckich, stają się rodziną choć zamożną i nie zawisłą, lecz już tylko szlachecką. Jako Cieleccy liczą tylko 1-go biskupa i 6-ciu kasztelanów.
  Mamy w Polsce dużo rodzin o ilustracjach o wiele świetniejszych, ale starszej nie mamy, bo jak wyż wskazywaliśmy, Cieleccy przez Zarembów sięgają czasów pogańskich, jak u nas, przedhistorycznych.
 
— Zarembowie-Cieleccy wywodzą swą nazwę od dóbr Cielcze vel Cielce. Włości te leżały pierw w powiecie pyzdroskim, dziś pleszewskim. Pierwsza zmianka o Cielcach znajduje się w kodeksie Wielkopolskim r. 1257, posiada je Jan Zaremba na Cielczy wojewoda i kasztelan kaliski. Jego synowie są: Andrzej biskup Poznański i kanclerz W. Koronny f 1316, Mikołaj wojewoda kaliski i Wojciech Zaremba na Cielczy kasztelan Santocki f 1306. Od tego Wojciecha wyprowadzamy ród Cieleckich».
```

Zarembowie z Cielczy чи z Cielec Cieleccy, з магнатського роду Заремб, беруть прізвище Целецькі. Перша згадка про Цельце міститься у Великопольському кодексі 1257 року, а власником його був Ян Заремба, воєвода і каштелян Каліша на Цельці. Його синами були: Анджей — єпископ познанський і канцлер коронний з 1316 р., Миколай — воєвода калішський і Войцех Заремба на Целчі — каштелян Сантоцький з 1306 р. Від цього Войцеха ми виводимо рід Целецьких. Його син, Миколай Заремба з Тваркова і Цєльчі, мав сина Філіпа, каштеляна князівського з 1416 р., який писав себе як Cielczy Zaremba Cielecki (Цєльча Заремба Целецький) і, таким чином, є родоначальником роду Целецьких. (Целіцьких, Ціліцьких, Цилицких). До герба Заремба належать також багато родів з різними прізвищами.

## Celiński herbu Zaremba
В книжці Польский герб Каспера Несецького написано:
```
  «W województwie Lubtlskiem. Paprocki i Okolski o nich nie pisał. Przydomek swój własny mają Mysław. A jako mam z relacyi ustnej, na pamiątkę tego, że od Mysława Zaręby wojewodzica Sieradzkiegoswój początek wzięli, który po porazce Jadżwinów w Lubelskiem województwie miał osięść. Od Celnego potem lasu, czyli od dóbr Celin potomstwo jego Celińskitmi zawołane.»
```

У Люблінському воєводстві Папроцький і Окольський про них не писали. Вони мають власне прізвисько Мислав. З усних розповідей, вони походили від Мислава Заремби, воєводи серадзького, який мав оселитися в Люблінському воєводстві після поразки Яйвінів. Його нащадки отримали назву Целінські від Целінського лісу, тобто від Целінського маєтку.